# Borghausen (Attendorn)
Borghausen ist ein Weiler und Ortsteil der Stadt Attendorn im Kreis Olpe (Nordrhein-Westfalen) mit 28 Einwohnern (Stand 30. Juni 2024). Borghausen liegt südöstlich von Finnentrop und nördlich von Röllecken.
Durch den Ort und weiter durch das Repetal fließt der Bach Repe zur nahegelegenen Lenne.

## Geschichte
Urkundlich wird Borghausen erstmals 1376 in einer Urkunde des Klosters Ewig erwähnt. Der Ritter Heydenrik van Plettenbracht, […] dey yn disser tyt to Borchusen wonde („Heidenreich von Plettenberg, der in dieser Zeit in Borghausen wohnte“) taucht ebenfalls in diesem Dokument auf.
Die Burgruine Borghausen auf dem Breiten Hagen war ein vermutlich vor dem Jahr 1300 errichteter Adelssitz.

### Einwohnerentwicklung
| Jahr | Einwohner |
| ---- | --------- |
| 1536 | 10*       |
| 1717 | 10*       |
| 1752 | 0         |
| 1783 | 5         |
| 1817 | 14        |
| 1819 | 14        |
| 1839 | 16        |
| 2015 | 27        |
| 2020 | 25        |

*) aufgrund von Häuserzahlen geschätzte Werte